# Nicolas Ysambert
Nicolas Ysambert (1565 ou 1569 — 14 de maio de 1642) foi um teólogo católico romano francês e professor vitalício na Sorbonne.

## Vida
Nascido em Orléans, Ysambert estudou teologia na Sorbonne e foi nomeado membro ( socius ) do colégio em 1598. Daí em diante ele professou teologia com tanto sucesso que atraiu a atenção do público.
Em 1616, o rei Luís XIII fundou na Sorbonne uma nova cátedra de teologia para o estudo das questões controversas entre católicos e protestantes. O professor responsável deveria ministrar todos os dias úteis uma hora de palestra seguida de meia hora de conferência familiar com seus auditores. Ysambert foi nomeado para esta cadeira pelo rei, que neste caso reservou para si a nomeação. Esta nomeação, que por si só era uma honra, foi ainda mais reforçada pelos elogios feitos a Ysambert nas cartas patentes que o designavam, nas quais o rei elogia a sua competência e posição, e as suas experiências em teologia, assuntos controversos e outras ciências. Desde o momento de sua nomeação, como fica evidente pelos manuscritos de seu curso, um dos quais preservado na biblioteca de Toulouse, iniciada em 1618, Ysambert tomou como base de suas cartas a Summa Theologica de Tomás de Aquino, sobre a qual ele parece ter comentado até o final da carreira docente. Suas lições lhe renderam ampla reputação, que manteve até sua morte.
Nos conselhos da faculdade teológica destacou-se principalmente pela sua participação na censura dirigida contra Marco Antonio de Dominis, o apóstata arcebispo de Spalatro, e autor de De republica christiana, contra a hierarquia eclesiástica; ele foi o primeiro a apontar a doutrina herética à faculdade e provocou sua condenação. Quando Edmond Richer trabalhou para reviver na faculdade teológica um galicanismo um tanto modificado, Ysambert e o teólogo Duval tornaram-se zelosos defensores dos direitos da Santa Sé. Ao aprendizado Ysambert uniu grande rigor de vida, solidez de julgamento e uma precisão e senso de justiça muito apreciados na decisão de casos de consciência.
Ele morreu em Paris.

## Obras
Ele começou a publicar suas Disputationes, ou comentários sobre a Summa Theologica de Tomás de Aquino, mas não foi concluída durante sua vida (Paris, 1638-48).